# Bouca
Bouca – miasto w środkowej Republice Środkowoafrykańskiej (prefektura Ouham). Według danych szacunkowych na rok 2003 liczy 12 280 mieszkańców. W mieście znajduje się port lotniczy Bouca.